# Верх-Нарим
Верх-Нари́м (рос. Верх-Нарым) — село у складі Читинського району Забайкальського краю, Росія. Входить до складу Єлизаветинського сільського поселення.

## Населення
Населення — 345 осіб (2010; 437 у 2002).
Національний склад (станом на 2002 рік):
- росіяни — 97 %